# Jean Grey
Jean Grey er en fiktiv superheltinde som lever i Marvel Comics Universet. Hun er blevet kaldt Marvel Girl og senere Phoenix, Jean Grey er bedst kendt som et medlem af X-Men. Hun blev skabt af forfatteren Stan Lee og tegneren Jack Kirby, og fik sin debut i X-Men #1(X-Men) i September 1963.
Jean Grey er en mutant, født med enorme telepatiske og telekinetiske evner. Hun er en hjælpsom og omsorgsfuld person, men hun er også nødt til at håndtere det faktum, at hun er Omega-level mutant (kendt fra X-Men: The Last Stand som en Niveau 5 mutant) og det at hun er indehaveren af den kosmiske kraft, også kendt som Phoenix kraften. Hun møder døden adskillige gange i løbet af serierne. Første gang var i "Dark Phoenix Saga," men på grund af sin forening med Phoenix Kraften, genopstår hun præcis som hendes navnesøster indikerer.
Jean er en vigtig person i hverdagen for Professor X, Wolverine og hendes mand Cyclops. Hun er med i størstedelen af X-Mens historie, og er med i begge af de animerede tegnefilm om X-Men og er også med i adskillige videospil omhandlende X-Men. Famke Janssen og Sophie Turner har spillet Jean Grey i X-Men-filmserien.